# 254-1-15
254-1-15 - типовий проєкт комплексу обласної клінічної лікарні на 1000 ліжок. Розроблений інститутом рос. Гипроздрав (Москва) в 1968. Найвизначнішою будівлею є 9-поверховий головний корпус довжиною 190 м з чотирьма крилами з однієї сторони. Матеріял стін - цегла. В Україні за проєктом побудовано 4 лікарні.

## Реялізації проєкту в Україні

### Львів
Лікарня Святого Пантелеймона, колишня Львівська міська клінічна лікарня швидкої допомоги. Архітектори прив'язки Р. Федотовська, І. Топилко, В. Кузубов, В. Мурин.

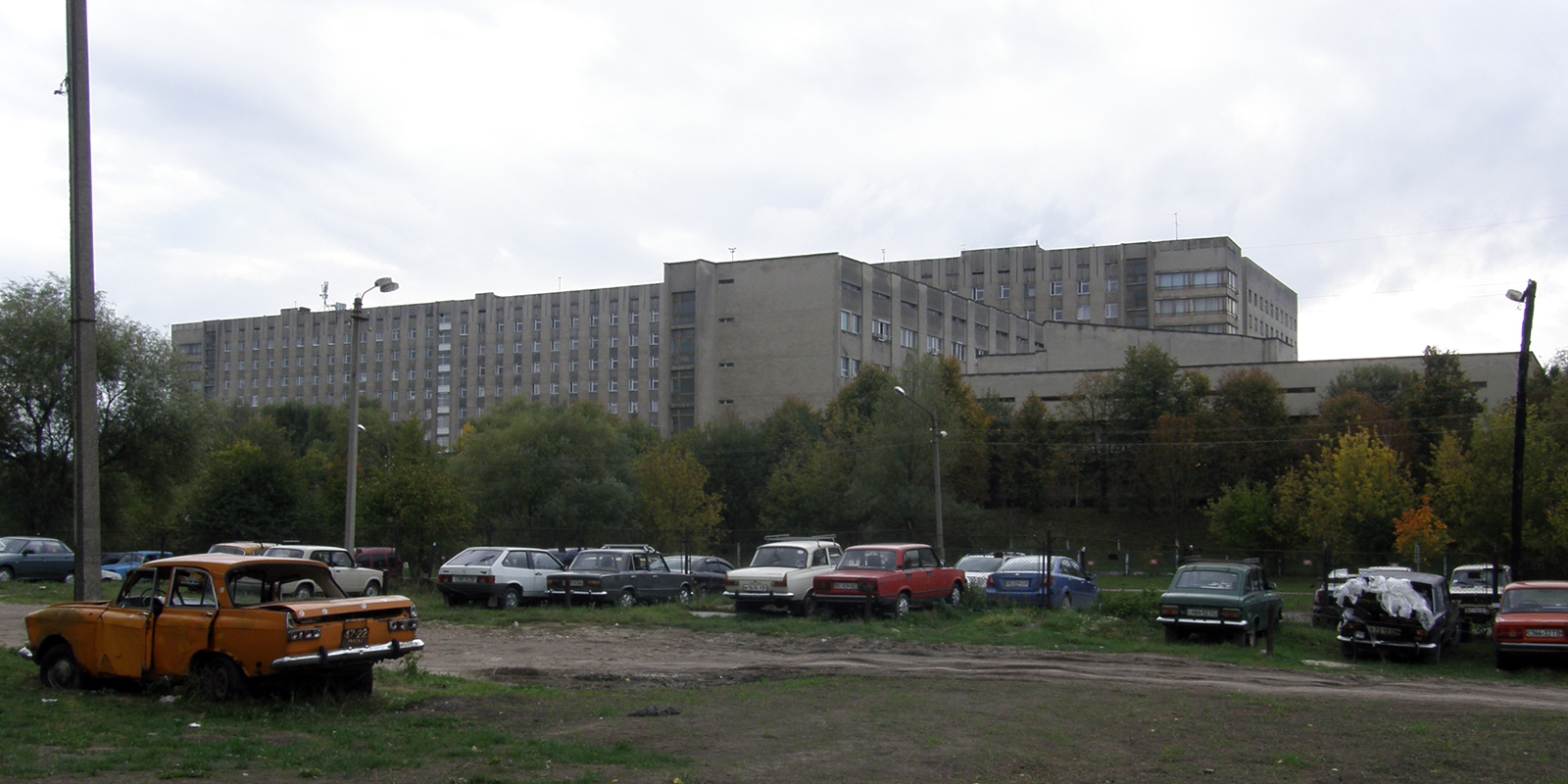
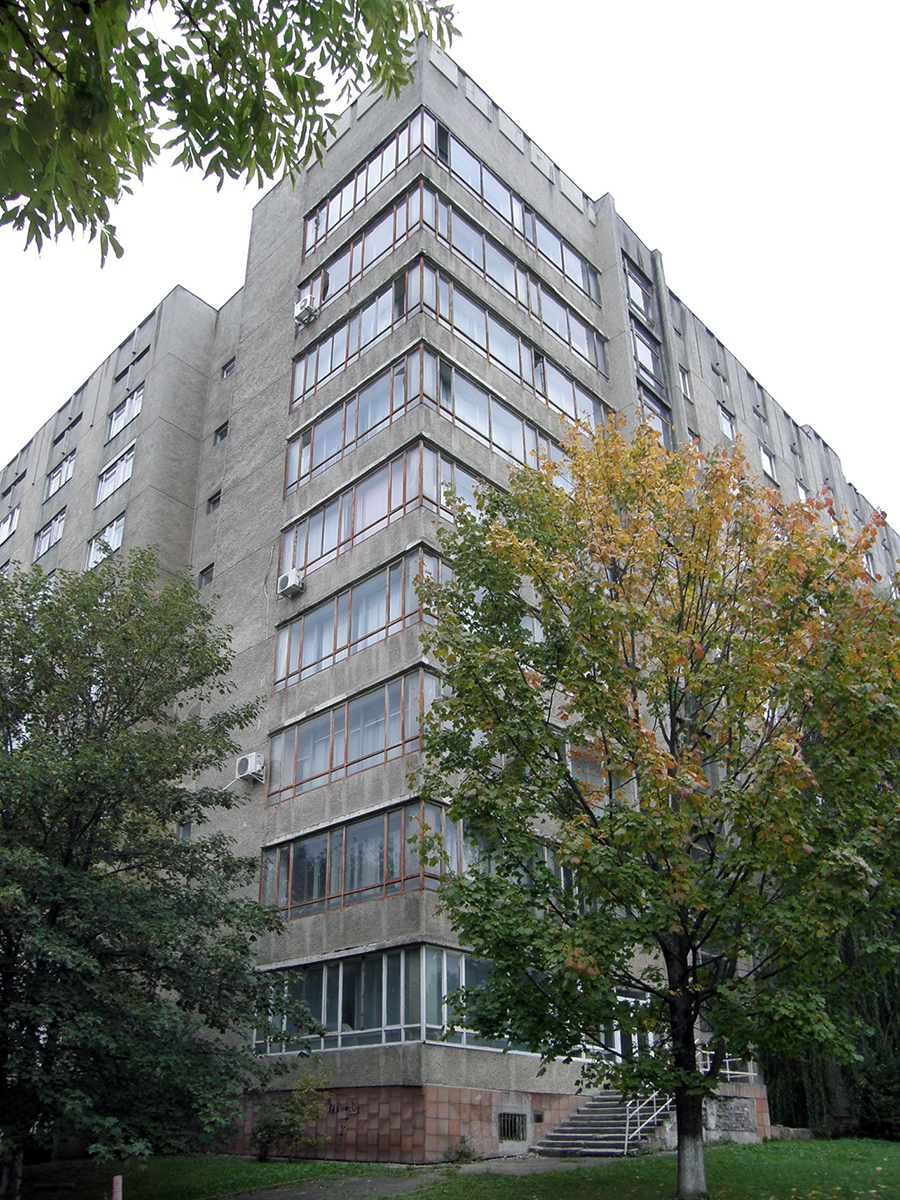
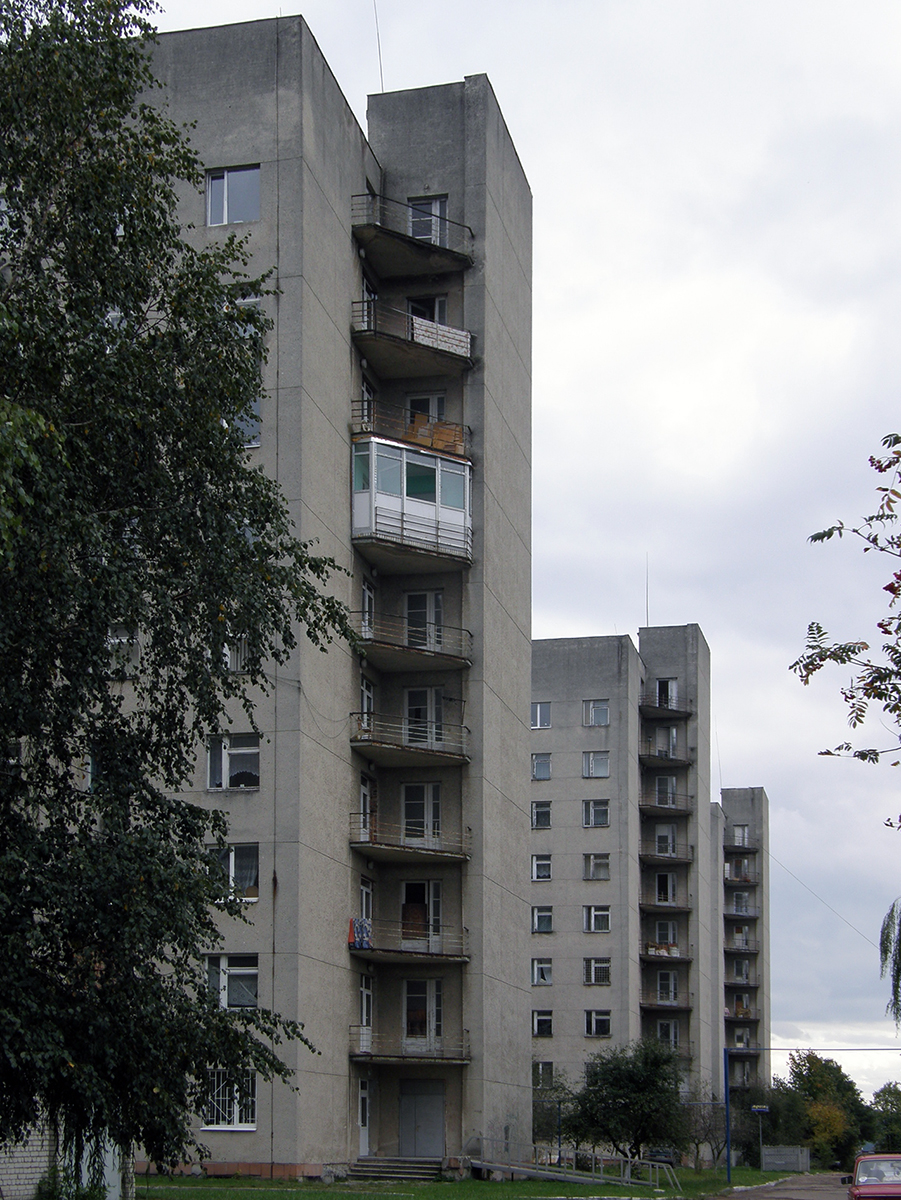
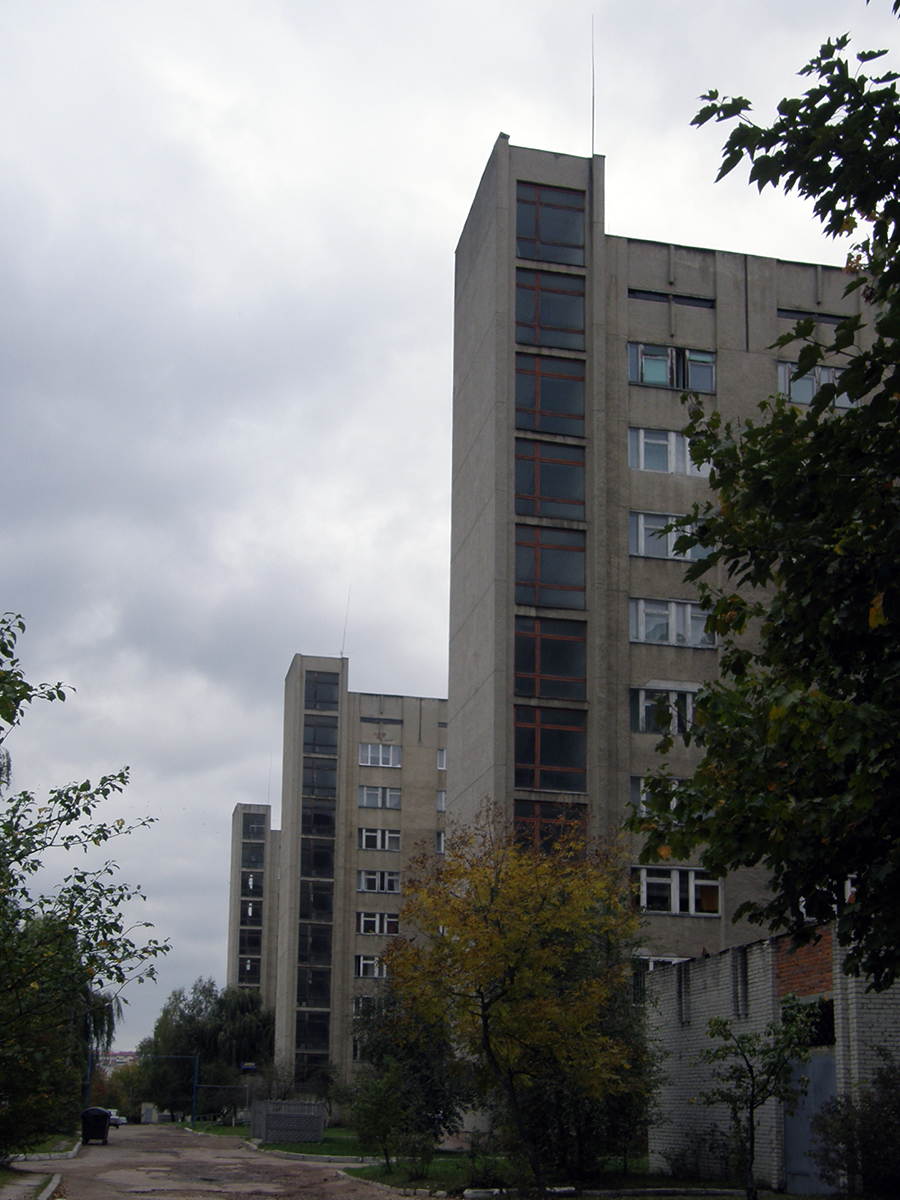
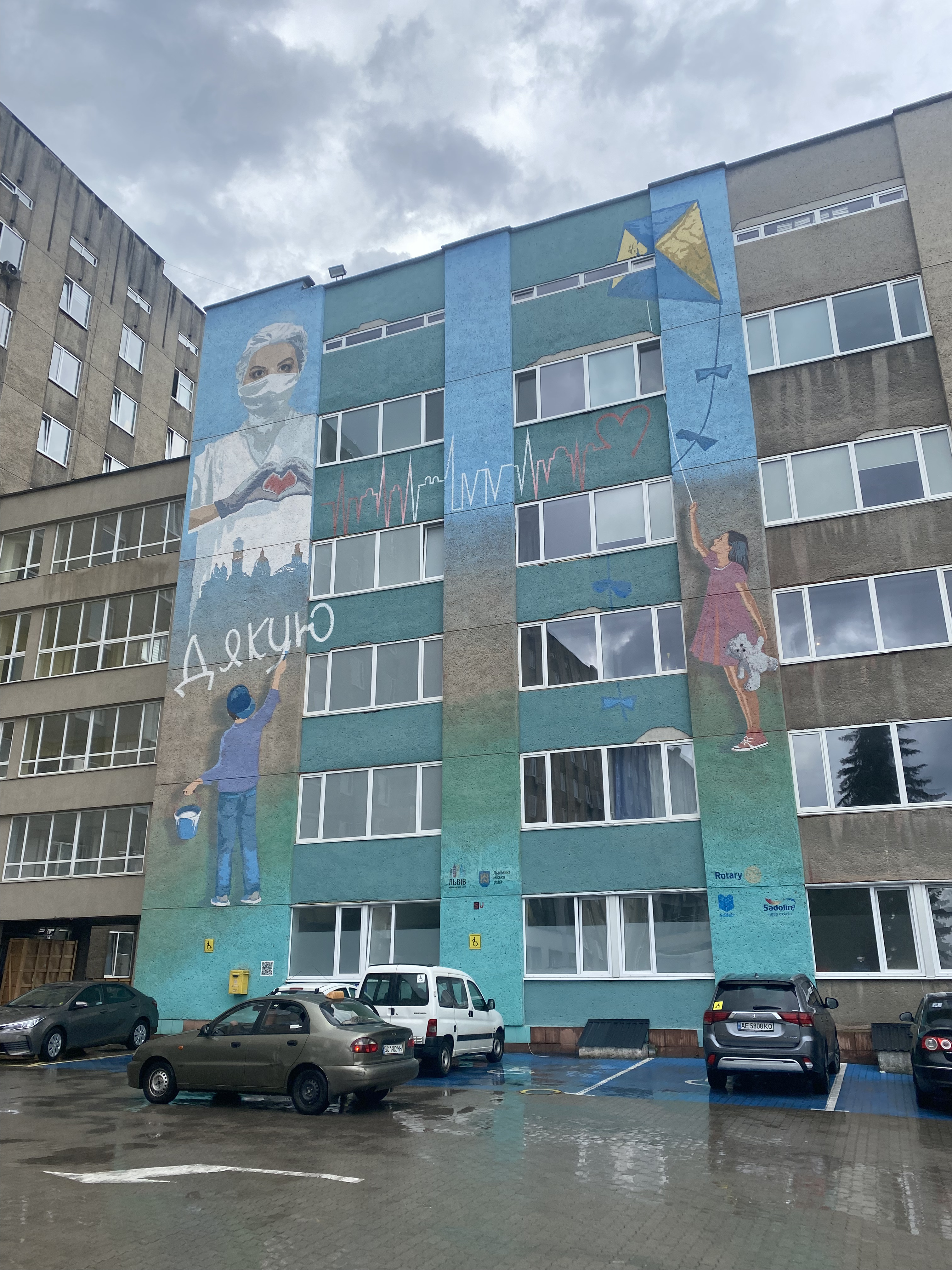

### Луганськ

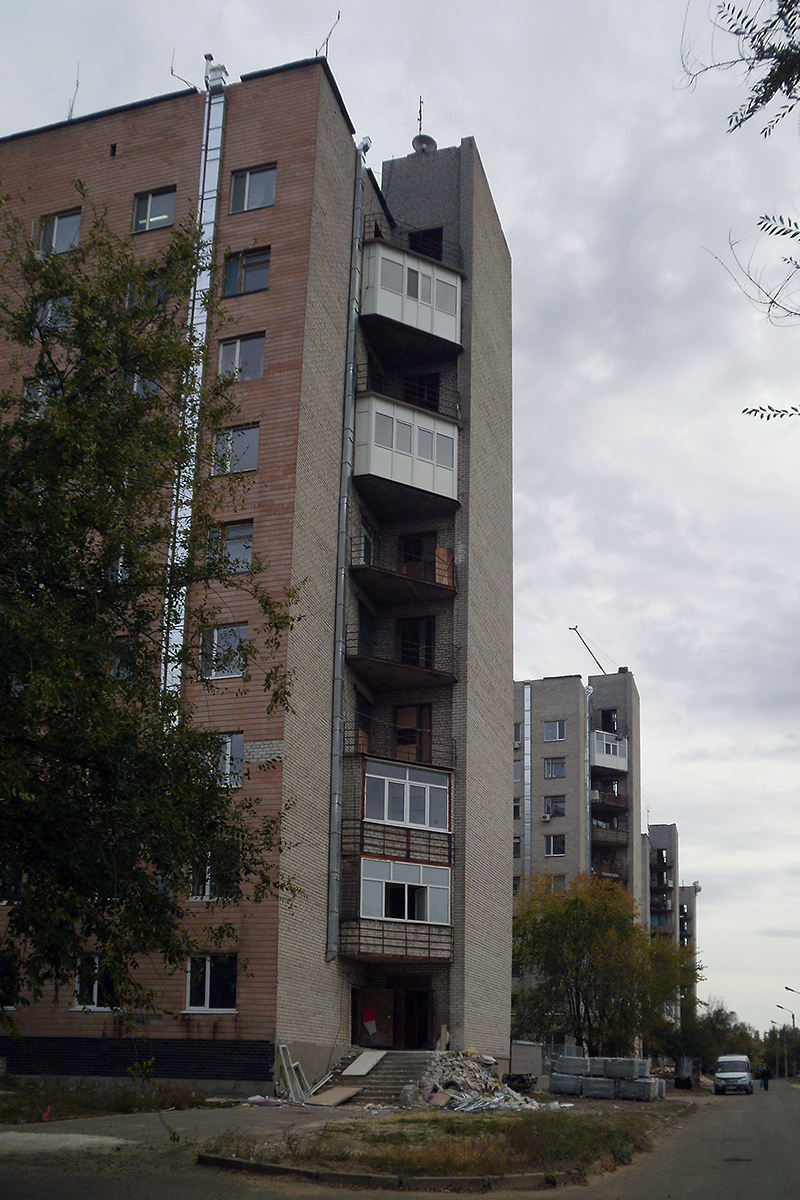
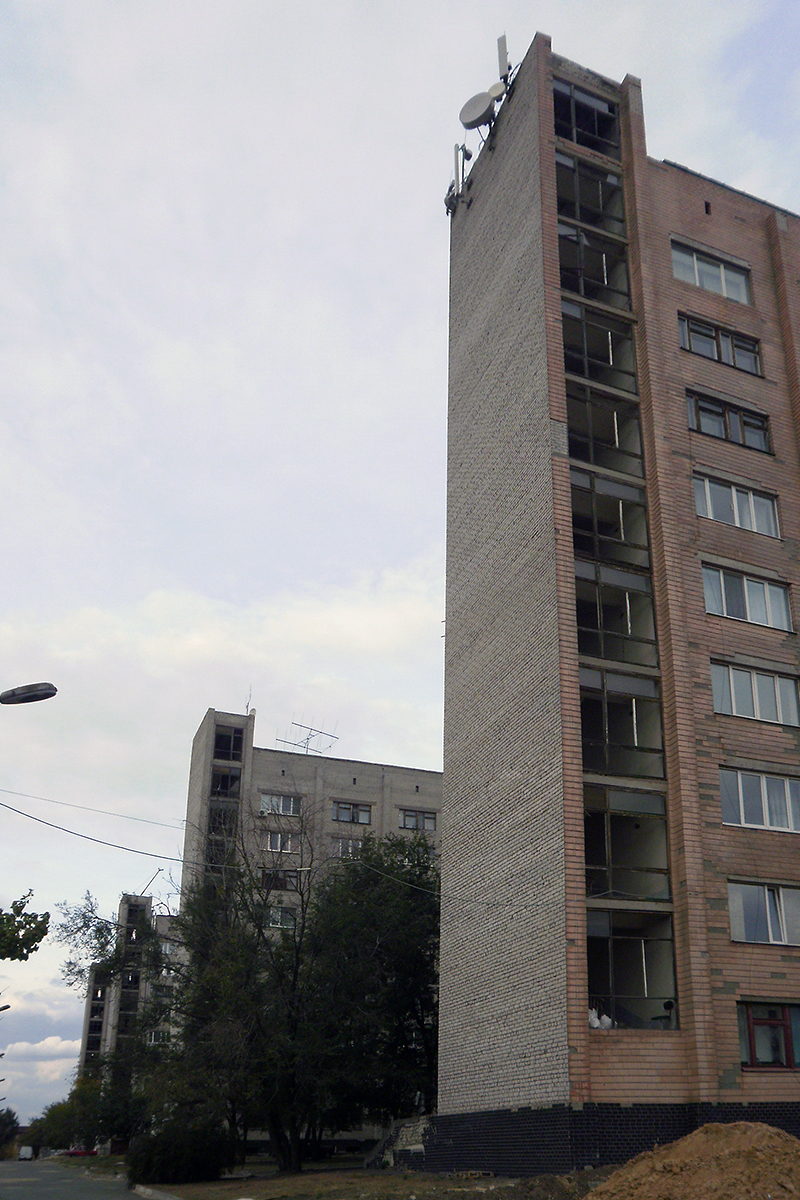

Луганська обласна клінічна лікарня.

### Запоріжжя
Запорізька обласна клінічна лікарня.

### Кривий Ріг
Мiська лiкарня № 2, побудована в 1989.

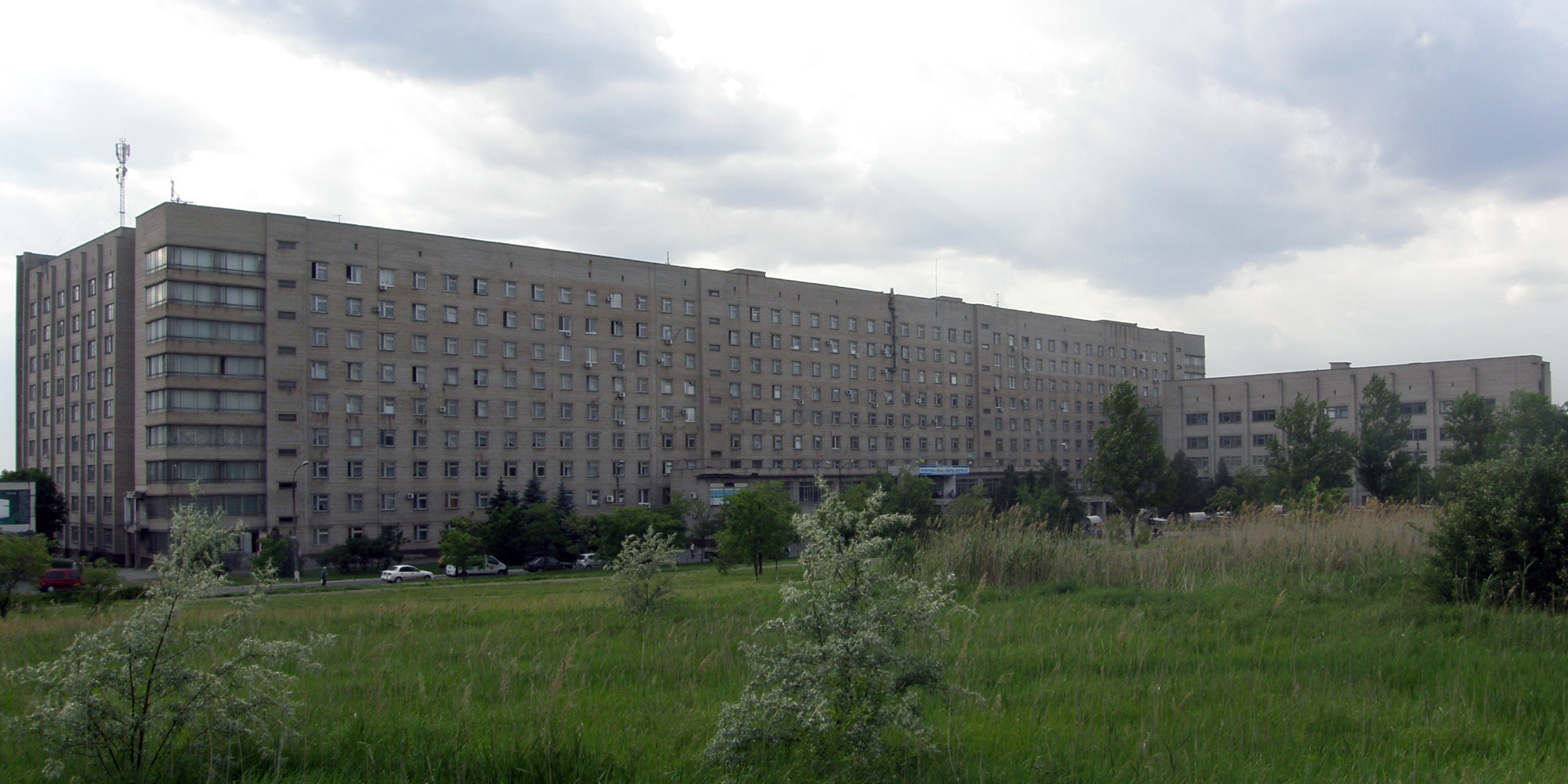